# Ладлоу (Мисури)
Ладлоу (енгл. Ludlow) град је у америчкој савезној држави Мисури.

## Демографија
По попису из 2010. године број становника је 137, што је 67 (-32,8%) становника мање него 2000. године.
| Група             | 2000.       | 2010.       |
| Белци             | 199 (97,5%) | 127 (92,7%) |
| Афроамериканци    | 1 (0,5%)    | 4 (2,9%)    |
| Азијати           | 0 (0,0%)    | 0 (0,0%)    |
| Хиспаноамериканци | 0 (0,0%)    | 0 (0,0%)    |
| Укупно            | 204         | 137         |